# Senna auriculata
Espèce
Senna auriculata est une espèce de plantes à fleurs dicotylédones de la famille des Fabaceae, sous-famille des Caesalpinioideae. C'est un arbuste ou un petit arbre originaire de l'Asie du Sud et largement introduite en Afrique tropicale.

## Description
Senna auriculata est un arbuste ou petit arbre, aux branches très ramifiées, aux rameaux pubescents, à feuilles caduques, de 1 à 5 mètres de haut, pouvant atteindre jusqu'à 7,5 mètres, avec un tronc de 20 cm de diamètre. L'écorce mince, marron, est lenticellée. 
Les feuilles, alternes, glabres à pubescentes, sont composées paripennées, avec un rachis de 8,8 à 12,5 cm de long, étroitement sillonné, pubescent, portant une glande linéaire dressée entre chaque paire de folioles. Le pétiole, de 10 à 14 cm de long, présente à sa base des  stipules larges, foliacées, persistantes, réniformes, de 7 à 22 mm de large. Chaque feuille compte de 6 à 13 paires de folioles, se chevauchant légèrement, oblongues à obovales-elliptiques, de 10 à 35 mm de long sur 5 à 12 mm de large, arrondies et mucronées à l’apex,.

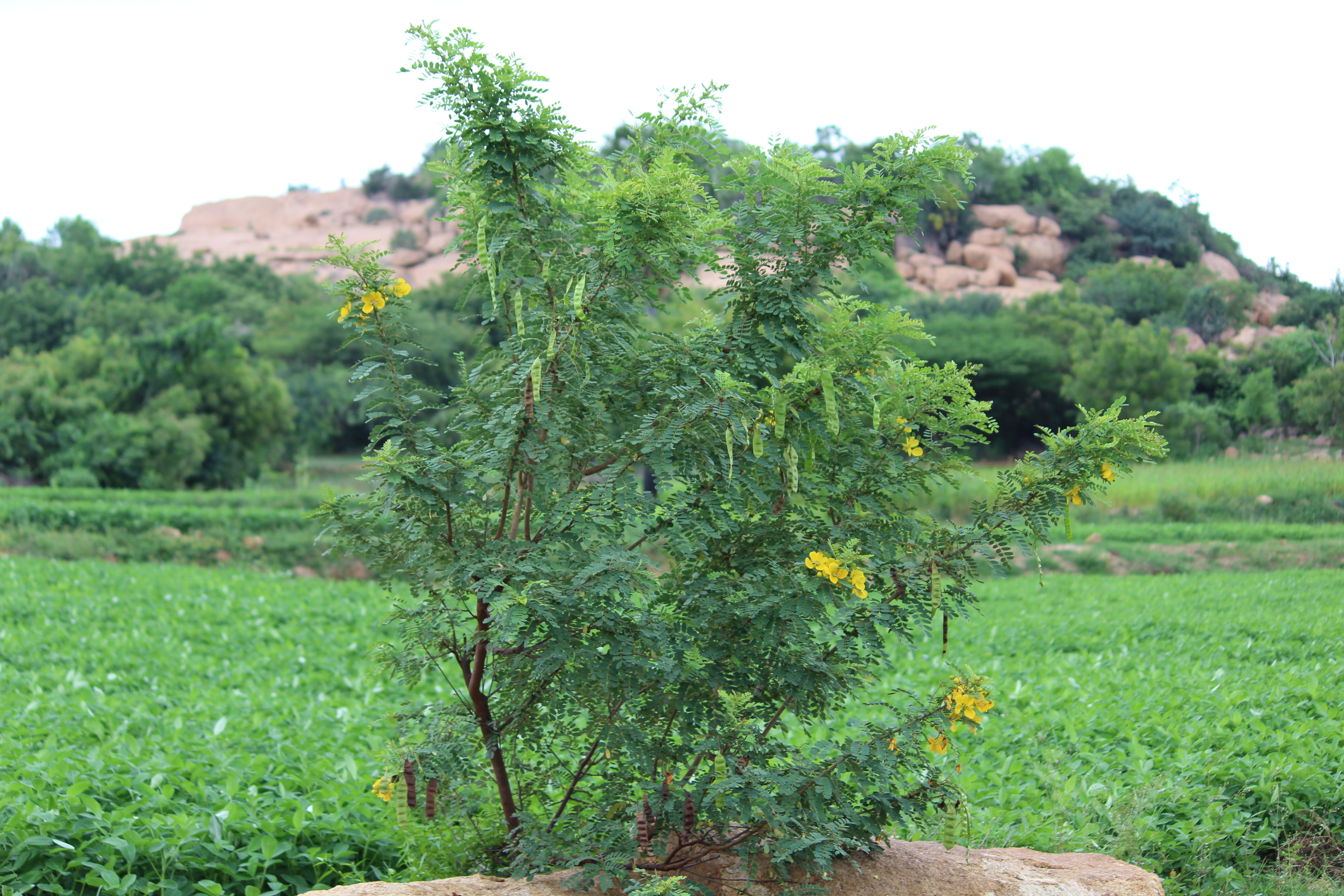
Port de la plante.
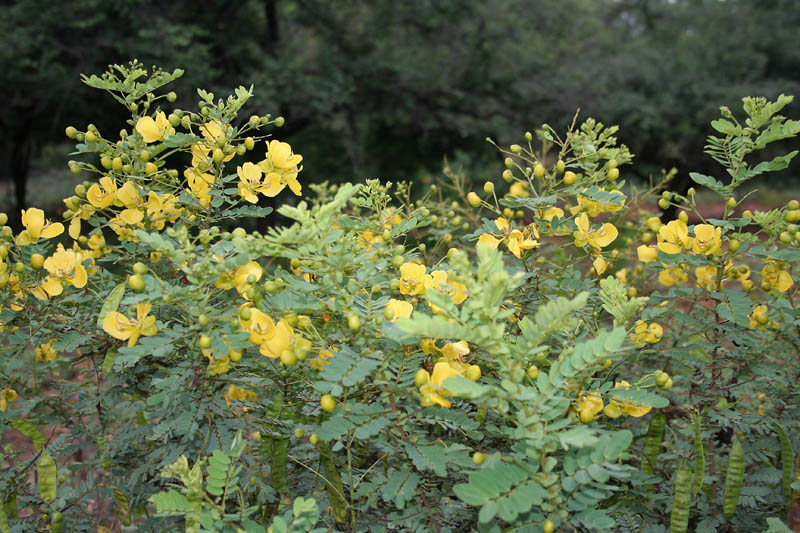
Plante fleurie.
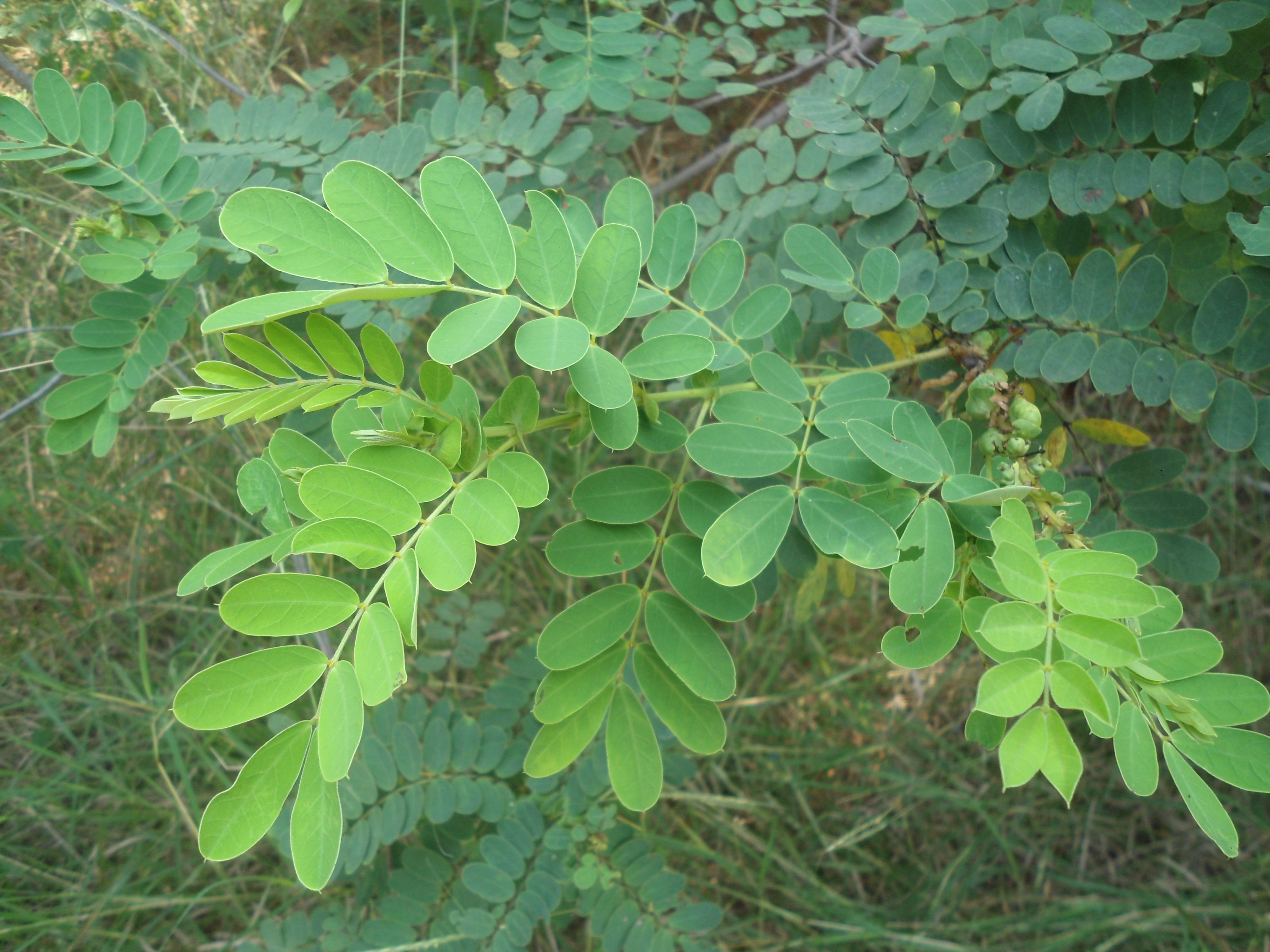
Feuilles.

L'inflorescence est formée de grappes corymbiformes, groupant de 2 à 8 fleurs, regroupées en panicules terminales plus ou moins arrondies.
Les fleurs sont hermaphrodites, irrégulières, pentamères, assez grandes (près de 5 cm de diamètre), portées par un  pédicelle glabre de 2,5 cm de long. Le calice est composé de 5 sépales arrondis au sommet, imbriqués, glabres, concaves, membraneux et inégaux, les deux externes étant beaucoup plus grands que les internes. La corolle comprend 5 pétales, de couleur jaune vif veiné d'orange, libres, inégaux, imbriqués, de 1,5 à 3 cm de long. Les étamines, au nombre de 10, sont libres, les 3 supérieures de plus grande taille sont fertiles, les autres généralement stériles. 
L'ovaire est supère, uniloculaire, falciforme, d’environ 1,5 cm de long, pédicellé, et porte un style d’environ 1 cm de long,.
Le fruit est une gousse qui compte de 10 à 20 graines, isolées chacune dans une cavité séparée. Cette gousse, brun clair, brièvement pubescente, indéhiscente, oblongue-linéaire obtuse, aplatie, de 5 à 18 cm de long sur 1 à 2 cm de large, aux valves papyracées, est ondulée transversalement entre les graines.
Les graines  brun violacé, comprimées, sont ovoïdes-cylindriques, de 7 à 9 mm de long  sur 4 à 5 mm de large, et présentent sur chaque face une aréole distincte de 3 à 3,5 sur 0,5 à 0,75 mm,,.

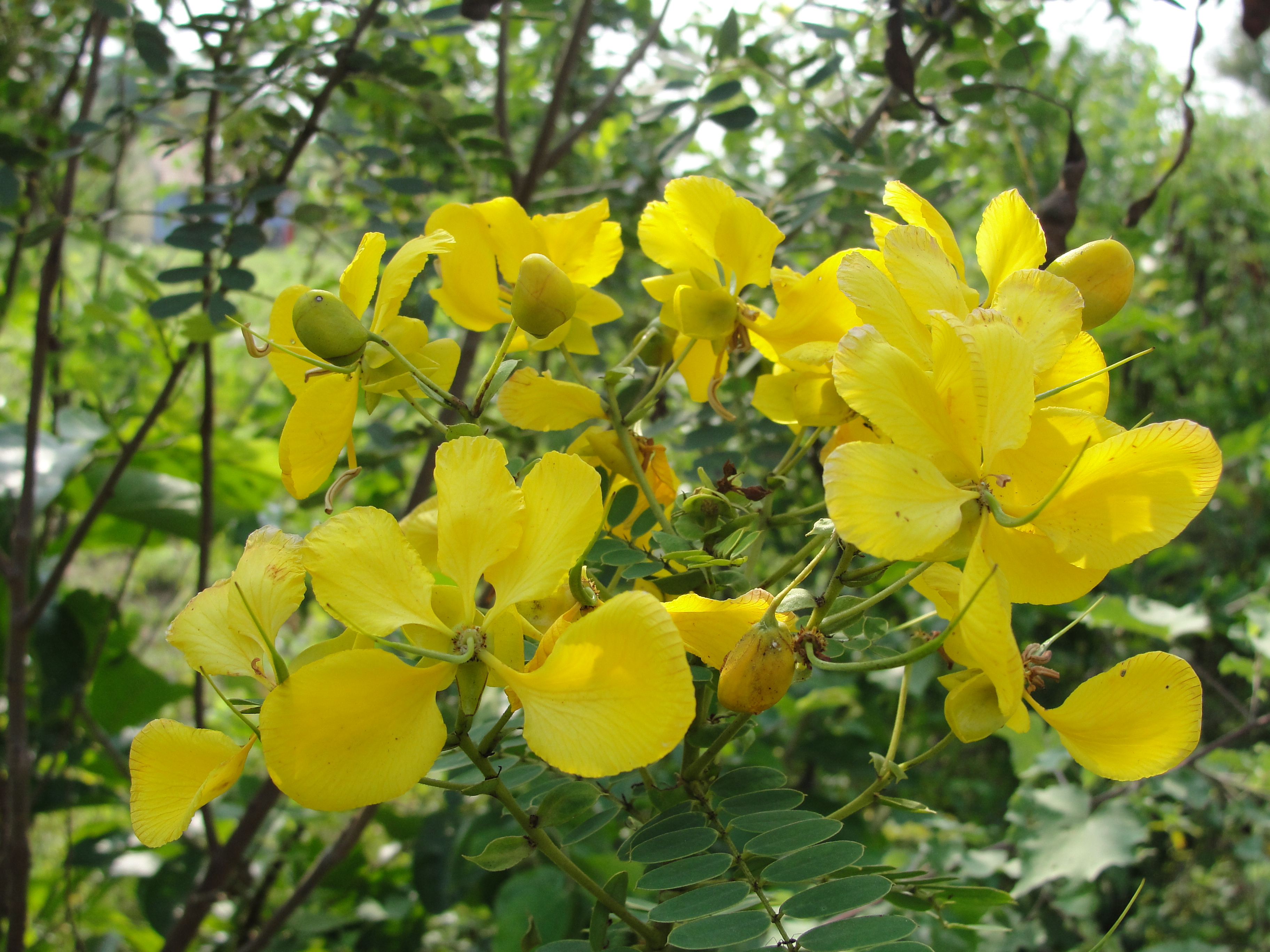
Inflorescence.
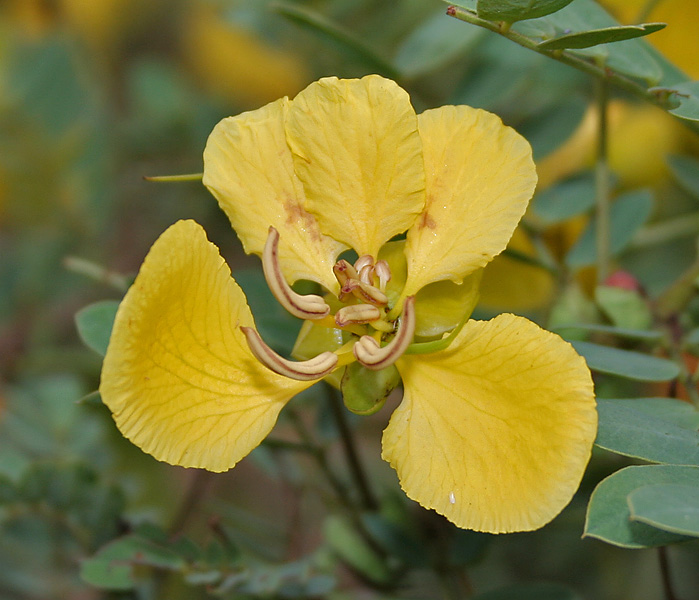
Fleur.
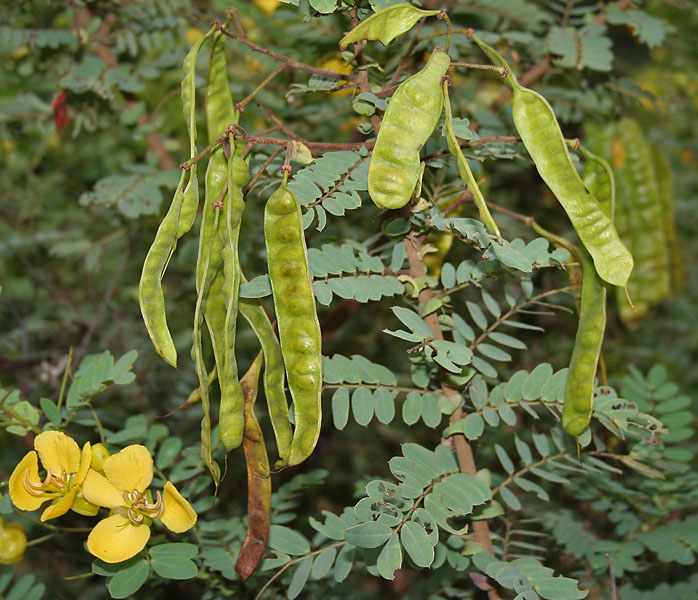
Fruits immatures.
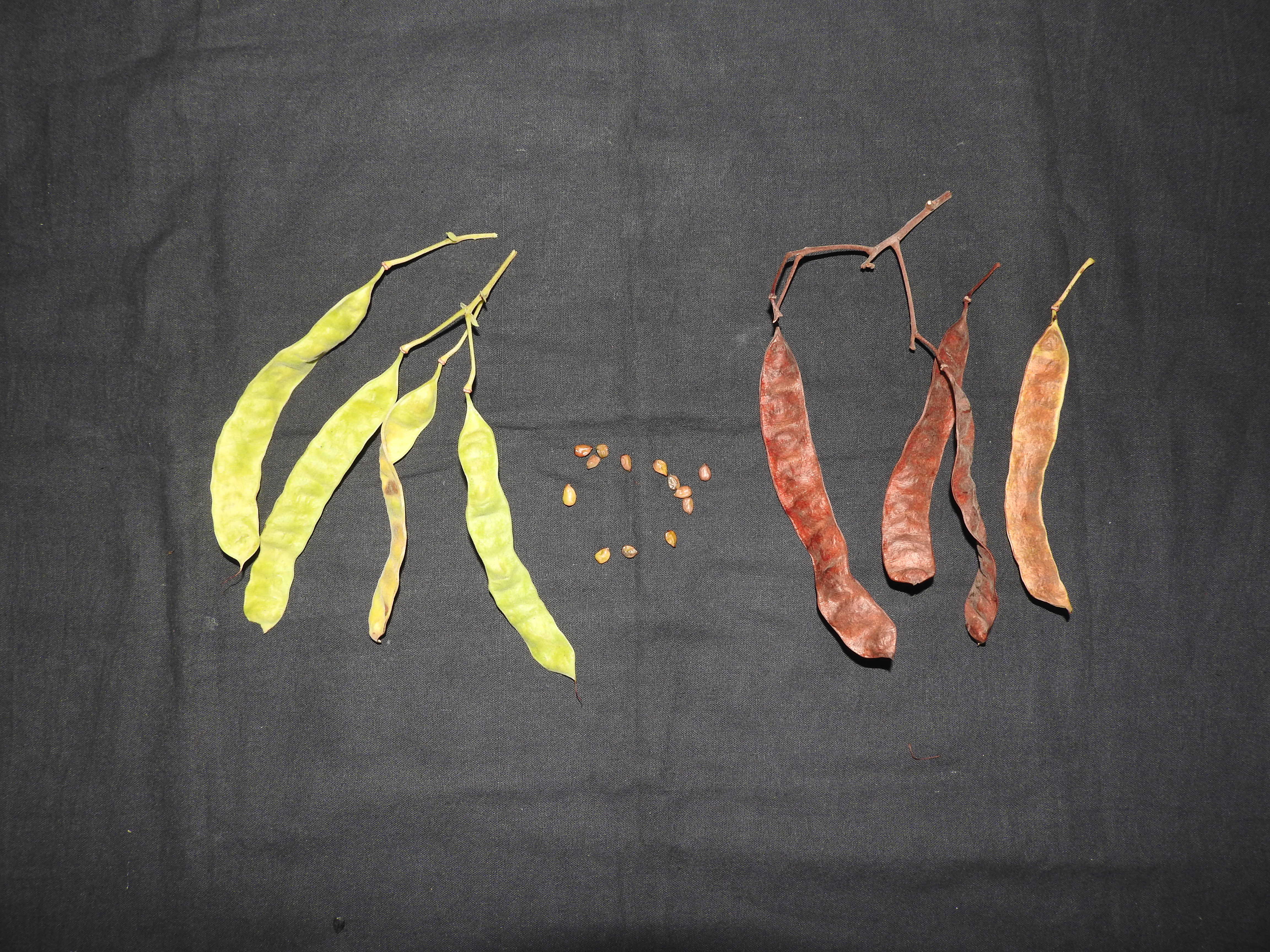
Gousses et graines.

## Utilisation
Cette plante est utilisée en médecine traditionnelle indienne pour traiter diverses affections. Elle aurait notamment des propriétés antipyrétiques, hépatoprotectrices, antidiabétiques, antiperoxidatives et antihyperglycémiques, ainsi qu'une activité microbicide.

## Synonymes
Selon The Plant List (27 septembre 2020)
- Cassia auriculata L.
- Cassia densistipulata Taub.

## Symbolique
La fleur de Senna auriculata, appelée localement « tangedu », a été choisie comme fleur nationale dans l'État du Telangana (Inde), lors de la création de cet État en 2014.